# Hugh MacDiarmid

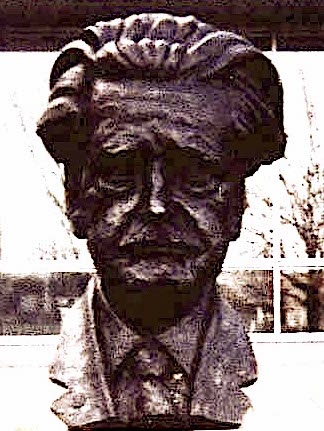
Hugh MacDiarmid

Hugh MacDiarmid, właśc. Christhoper Murray Grieve (ur. 1882, zm. 1978) – szkocki poeta i krytyk literacki.
Był związany z ruchem robotniczym. Inicjator tzw. odrodzenia narodowego Szkocji, którego celem było uwolnienie literatury szkockiej od regionalizmu i nacjonalizmu. Tworzył poezje w dialekcie Scots.